# Lista zawodowych mistrzów świata wagi półciężkiej w boksie
Waga półciężka jest jedną z 8 klasycznych kategorii boksu zawodowego. Została utworzona w roku 1903 przez promotora Lou Housmana. W roku 1909 Londyński National Sporting Club określił jej limit na 175 funtów. Obecnie wynosi 79,4 kg (175 funtów).
Lou Housman stworzył ją dla swojego pięściarza Jacka Roota, który został pierwszym mistrzem. Za pierwszego bezdyskusyjnego mistrza uznawany jest Amerykanin George Gardner. Do roku 1974 praktycznie był jeden powszechnie uznawany mistrz świata. Po powstaniu nowych organizacji boksu zawodowego, każda uznaje swoich mistrzów świata i prowadzi własne listy bokserów ubiegających się o tytuł. Poniżej zestawiono mistrzów świata powszechnie uznanych oraz czterech podstawowych organizacji boksu zawodowego:
- World Boxing Association (WBA) powstała w roku 1962 na bazie istniejącej od 1921 roku National Boxing Association (NBA),
- World Boxing Council (WBC) założona w roku 1963,
- International Boxing Federation (IBF) założona w 1983,
- World Boxing Organization (WBO) założona w roku 1988.

| Zdobycie tytułu | Utrata tytułu        | Mistrz                    | Mistrz            | Organizacja               | Obrona tytułu |
| --- | -------------------- | ------------------------- | ----------------- | ------------------------- | ------------- |
| 22 kwietnia 1903 | 4 lipca 1903         | Jack Root                 | Stany Zjednoczone | Uniwersalny               | 0             |
| 4 lipca 1903 | 25 listopada 1903    | George Gardner            | Stany Zjednoczone | Uniwersalny               | 0             |
| 25 listopada 1903 | 20 grudnia 1905      | Bob Fitzsimmons           | Wielka Brytania   | Uniwersalny               | 0             |
| 20 grudnia 1905 | 1905                 | Philadelphia Jack O’Brien | Stany Zjednoczone | Uniwersalny               | 0             |
| O’Brien zrezygnował z obrony tytułu preferując walkę o mistrzostwo wagi ciężkiej z Tommy Burnsem. |                      |                           |                   |                           |               |
| 15 czerwca 1914 | 24 października 1916 | Jack Dillon               | Stany Zjednoczone | Uniwersalny               | 5             |
| Dillon uzyskał tytuł 14 kwietnia 1914 pokonując Battlinga Levinsky’ego ale powszechną aprobatę uzyskał dopiero 15 czerwca 1914 kiedy pokonał Boba Moha uznawanego za mistrza przez NYSAC. |                      |                           |                   |                           |               |
| 24 października 1916 | 12 października 1920 | Battling Levinsky         | Stany Zjednoczone | Uniwersalny               | 3/7           |
| 12 października 1920 | 24 września 1922     | Georges Carpentier        | Francja           | Uniwersalny               | 1             |
| 24 września 1922 | 17 marca 1923        | Battling Siki             | Senegal           | Uniwersalny               | 0             |
| 17 marca 1923 | 25 czerwca 1923      | Mike McTigue              | Irlandia          | Uniwersalny               | 0             |
| 25 czerwca 1923 | 2 sierpnia 1923      | Tommy Loughran            | Stany Zjednoczone | Uniwersalny               | 0             |
| 2 sierpnia 1923 | 30 maja 1925         | Mike McTigue              | Irlandia          | Uniwersalny               | 1             |
| 30 maja 1925 | 16 lipca 1926        | Paul Berlenbach           | Stany Zjednoczone | Uniwersalny               | 4             |
| 16 lipca 1926 | czerwiec 1927        | Jack Delaney              | Kanada            | Uniwersalny               | 1             |
| Delaney zrezygnował z tytułu przechodząc do wagi ciężkiej. |                      |                           |                   |                           |               |
| 30 sierpnia 1927 | 12 grudnia 1927      | Jimmy Slattery            | Stany Zjednoczone | NBA                       | 0             |
| 12 grudnia 1927 | wrzesień 1929        | Tommy Loughran            | Stany Zjednoczone | Uniwersalny               | 5             |
| Przeszedł do kategorii ciężkiej, w której pokonał Jamesa J. Braddocka 18 lipca 1929. |                      |                           |                   |                           |               |
| 25 czerwca 1930 | 16 listopada 1934    | Maxie Rosenbloom          | Stany Zjednoczone | Uniwersalny               | 7             |
| Rosenbloom był powszechnie uważany za mistrza. NBA w okresie od 18 marca do 17 grudnia 1932 za mistrza uznawała Georga Nicholsa oraz od 1 marca do 24 marca 1933 Boba Godwina. |                      |                           |                   |                           |               |
| 16 listopada 1934 | 31 października 1935 | Bob Olin                  | Stany Zjednoczone | Uniwersalny               | 0             |
| 31 października 1935 | marzec 1939          | John Henry Lewis          | Stany Zjednoczone | Uniwersalny               | 4             |
| Lewis próbował zdobyć tytuł w wadze ciężkiej. 25 stycznia 1939 przegrał przez KO w 1r z Joe Louisem. Ze względu na problemy ze zdrowiem (ślepota na lewe oko) 17 marca 1939 nie został dopuszczony do walki w obronie tytułu z Dave'em Clarkiem przewidzianej na 31 marca, po czym w czerwcu 1939 zakończył karierę. |                      |                           |                   |                           |               |
| 13 lipca 1939 | 5 czerwca 1940       | Billy Conn                | Stany Zjednoczone | Uniwersalny (NBA & NYSAC) | 3             |
| Conn został uznany uniwersalnym mistrzem po pokonaniu Melio Bettiny uznawanego przez NYSAC. Zrezygnował z tytułu, po jego obronie z Gusem Lesnevichem, przechodząc do wagi ciężkiej. |                      |                           |                   |                           |               |
| 13 stycznia 1941 | 22 maja 1941         | Anton Christoforidis      | Grecja            | NBA                       | 0             |
| 22 maja 1941 | 26 sierpnia 1941     | Gus Lesnevich             | Stany Zjednoczone | NBA                       | 1             |
| 26 sierpnia 1941 | 26 lipca 1948        | Gus Lesnevich             | Stany Zjednoczone | Uniwersalny               | 4             |
| 26 lipca 1948 | 24 stycznia 1950     | Freddie Mills             | Wielka Brytania   | Uniwersalny               | 0             |
| 24 stycznia 1950 | 17 grudnia 1952      | Joey Maxim                | Stany Zjednoczone | Uniwersalny               | 2             |
| 17 grudnia 1952 | 10 czerwca 1961      | Archie Moore              | Stany Zjednoczone | Uniwersalny               | 9             |
| Moore w 1960 został pozbawiony tytułu przez NBA jednak większość nie uznawała tej decyzji. 10 czerwca 1961 po raz ostatni obronił tytuł organizacji NYSAC i przeszedł do kategorii ciężkiej. |                      |                           |                   |                           |               |
| 7 lutego 1961 | 12 maja 1962         | Harold Johnson            | Stany Zjednoczone | NBA                       | 2             |
| 12 maja 1962 | 1 czerwca 1963       | Harold Johnson            | Stany Zjednoczone | Uniwersalny               | 1             |
| 1 czerwca 1963 | 30 marca 1965        | Willie Pastrano           | Stany Zjednoczone | Uniwersalny (WBA i WBC)   | 2             |
| 30 marca 1965 | 16 grudnia 1966      | José Torres               | Portoryko         | Uniwersalny               | 3             |
| 16 grudnia 1966 | 24 maja 1968         | Dick Tiger                | Nigeria           | Uniwersalny               | 2             |
| 24 maja 1968 | 9 grudnia 1970       | Bob Foster                | Stany Zjednoczone | Uniwersalny               | 4             |
| Foster został pozbawiony tytułu WBA po walce o mistrzostwo świata w wadze ciężkiej, którą przegrał z Joe Frazierem 18 listopada 1970 przez KO w 2r. |                      |                           |                   |                           |               |
| 9 grudnia 1970 | 7 kwietnia 1972      | Bob Foster                | Stany Zjednoczone | WBC                       | 5             |
| 27 lutego 1971 | 7 kwietnia 1972      | Vicente Rondón            | Wenezuela         | WBA                       | 4             |
| 7 kwietnia 1972 | września 1974        | Bob Foster                | Stany Zjednoczone | Uniwersalny (WBA i WBC)   | 5             |
| Foster zrezygnował z tytułów WBA i WBC ogłaszając zakończenie kariery. Powrócił na ring w 1975. |                      |                           |                   |                           |               |
| 1 października 1974 | kwiecień 1977        | John Conteh               | Wielka Brytania   | WBC                       | 3             |
| Conteh pozbawiony został tytułu WBC. |                      |                           |                   |                           |               |
| 7 grudnia 1974 | 15 września 1978     | Víctor Galíndez           | Argentyna         | WBA                       | 10            |
| 21 maja 1977 | 7 stycznia 1978      | Miguel Ángel Cuello       | Argentyna         | WBC                       | 0             |
| 7 stycznia 1978 | 2 grudnia 1978       | Mate Parlov               | Jugosławia        | WBC                       | 1             |
| 15 września 1978 | 14 kwietnia 1979     | Mike Rossman              | Stany Zjednoczone | WBA                       | 1             |
| 2 grudnia 1978 | 22 kwietnia 1979     | Marvin Johnson            | Stany Zjednoczone | WBC                       | 0             |
| 14 kwietnia 1979 | 30 listopada 1979    | Víctor Galíndez           | Argentyna         | WBA                       | 0             |
| 22 kwietnia 1979 | 19 grudnia 1981      | Matthew Saad Muhammad     | Stany Zjednoczone | WBC                       | 8             |
| 30 listopada 1979 | 31 marca 1980        | Marvin Johnson            | Stany Zjednoczone | WBA                       | 0             |
| 31 marca 1980 | 18 lipca 1981        | Eddie Mustafa Muhammad    | Stany Zjednoczone | WBA                       | 2             |
| 18 lipca 1981 | 18 marca 1983        | Michael Spinks            | Stany Zjednoczone | WBA                       | 6             |
| 19 grudnia 1981 | 18 marca 1983        | Dwight Muhammad Qawi      | Stany Zjednoczone | WBC                       | 3             |
| 18 marca 1983 | 25 lutego 1984       | Michael Spinks            | Stany Zjednoczone | WBA i WBC                 | 2             |
| 25 lutego 1984 | 21 września 1985     | Michael Spinks            | Stany Zjednoczone | WBA, WBC i IBF            | 2             |
| Spinks zrezygnował z tytułów mistrza wagi półciężkiej zostając mistrze IBF w wadze ciężkiej, po pokonaniu Larry Holmesa 21 września 1985, co uznane zostało przez Ring Magazine za niespodziankę roku. |                      |                           |                   |                           |               |
| 10 grudnia 1985 | 30 kwietnia 1986     | J.B. Williamson           | Stany Zjednoczone | WBC                       | 0             |
| 21 grudnia 1985 | 6 września 1986      | Slobodan Kačar            | Jugosławia        | IBF                       | 0             |
| 9 lutego 1986 | 23 maja 1987         | Marvin Johnson            | Stany Zjednoczone | WBA                       | 1             |
| 30 kwietnia 1986 | 7 marca 1987         | Dennis Andries            | Wielka Brytania   | WBC                       | 1             |
| 6 września 1986 | 29 października 1987 | Bobby Czyz                | Stany Zjednoczone | IBF                       | 3             |
| 7 marca 1987 | 27 listopada 1987    | Thomas Hearns             | Stany Zjednoczone | WBC                       | 0             |
| Hearns zrezygnował z tytułu WBC w wadze półciężkiej pokonując Juana Domingo Roldana, w walce o tytuł WBC w wadze średniej 29 października 1987. |                      |                           |                   |                           |               |
| 23 maja 1987 | 5 września 1987      | Leslie Stewart            | Trynidad i Tobago | WBA                       | 0             |
| 5 września 1987 | 3 czerwca 1991       | Virgil Hill               | Stany Zjednoczone | WBA                       | 10            |
| 29 października 1987 | 20 marca 1993        | Charles Williams          | Stany Zjednoczone | IBF                       | 8             |
| 27 listopada 1987 | 7 listopada 1988     | Donny Lalonde             | Kanada            | WBC                       | 1             |
| 7 listopada 1988 | 1988                 | Sugar Ray Leonard         | Stany Zjednoczone | WBC                       | 0             |
| Leonard pokonał Donny Lalonde w walce o tytuł WBC w wadze półciężkiej oraz inauguracyjny tytuł WBC w wadze super średniej. Nie bronił tytułu w wadze półciężkiej pozostając mistrzem WBC w wadze super średniej. |                      |                           |                   |                           |               |
| 3 grudnia 1988 | 1991                 | Michael Moorer            | Stany Zjednoczone | WBO                       | 9             |
| Moorer zrezygnował z tytułu WBO kontynuując karierę w wadze ciężkiej. |                      |                           |                   |                           |               |
| 21 lutego 1989 | 24 czerwca 1989      | Dennis Andries            | Wielka Brytania   | WBC                       | 0             |
| 24 czerwca 1989 | 28 lipca 1990        | Jeff Harding              | Australia         | WBC                       | 2             |
| 28 lipca 1990 | 11 września 1991     | Dennis Andries            | Wielka Brytania   | WBC                       | 2             |
| 9 maja 1991 | 10 września 1994     | Leeonzer Barber           | Stany Zjednoczone | WBO                       | 4             |
| 3 czerwca 1991 | 20 marca 1992        | Thomas Hearns             | Stany Zjednoczone | WBA                       | 0             |
| 11 września 1991 | 23 lipca 1994        | Jeff Harding              | Australia         | WBC                       | 2             |
| 20 marca 1992 | 1992                 | Iran Barkley              | Stany Zjednoczone | WBA                       | 0             |
| Barkley zrezygnował z obrony tytułu. |                      |                           |                   |                           |               |
| 29 września 1992 | 23 listopada 1996    | Virgil Hill               | Stany Zjednoczone | WBA                       | 10            |
| 20 marca 1993 | 23 listopada 1996    | Henry Maske               | Niemcy            | IBF                       | 10            |
| 23 lipca 1994 | 16 czerwca 1995      | Mike McCallum             | Jamajka           | WBC                       | 1             |
| 10 września 1994 | 13 czerwca 1997      | Dariusz Michalczewski     | Polska            | WBO                       | 9             |
| 16 czerwca 1995 | 1996                 | Fabrice Tiozzo            | Francja           | WBC                       | 1             |
| Tiozzo zrezygnował z tytuł WBC decydując się na próbę zdobycia tytułu w junior ciężkiej, czego dokonał 8 listopada 1997 pokonując Nate Millera. |                      |                           |                   |                           |               |
| 22 listopada 1996 | 21 marca 1997        | Roy Jones Jr.             | Stany Zjednoczone | WBC                       | 0             |
| 23 listopada 1996 | 13 czerwca 1997      | Virgil Hill               | Stany Zjednoczone | WBA & IBF                 | 0             |
| 21 marca 1997 | 7 sierpnia 1997      | Montell Griffin           | Stany Zjednoczone | WBC                       | 0             |
| 13 czerwca 1997 | 16 czerwca 1997      | Dariusz Michalczewski     | Polska            | WBA, IBF i WBO            | 0             |
| Michalczewski został pozbawiony tytułu organizacji IBF, a następnie (1 lipca 1997) WBA, nie zamierzając wywiązać się z ich obrony. |                      |                           |                   |                           |               |
| 16 czerwca 1997 | 18 października 2003 | Dariusz Michalczewski     | Polska            | WBO                       | 14            |
| 19 lipca 1997 | 6 lutego 1998        | William Guthrie           | Stany Zjednoczone | IBF                       | 0             |
| 7 sierpnia 1997 | 18 lipca 1998        | Roy Jones Jr.             | Stany Zjednoczone | WBC                       | 1             |
| 20 września 1997 | 18 lipca 1998        | Lou Del Valle             | Stany Zjednoczone | WBA                       | 0             |
| 6 lutego 1998 | 5 czerwca 1999       | Reggie Johnson            | Stany Zjednoczone | IBF                       | 2             |
| 18 lipca 1998 | 5 czerwca 1999       | Roy Jones Jr.             | Stany Zjednoczone | WBA i WBC                 | 3             |
| 5 czerwca 1999 | jesień 2002          | Roy Jones Jr.             | Stany Zjednoczone | WBA(SC), WBC i IBF        | 7             |
| WBA nadała w roku 2000 Jonesowi tytuł « super mistrza » (SC). Pod koniec roku 2002 pozbawiony został tytułów IBF i WBC. |                      |                           |                   |                           |               |
| 22 grudnia 2001 | 8 marca 2003         | Bruno Girard              | Francja           | WBA                       | 2             |
| jesień 2002 | 8 listopada 2003     | Roy Jones Jr.             | Stany Zjednoczone | WBA (SC)                  | 0             |
| 8 marca 2003 | 10 października 2003 | Mehdi Sahnoune            | Francja           | WBA                       | 0             |
| 26 kwietnia 2003 | 8 listopada 2003     | Antonio Tarver            | Stany Zjednoczone | WBC i IBF                 | 0             |
| Tarver stracił tytuł WBC 8 listopada 2003 na rzecz Roy Jonesa Jr, a pozbawiony został tytułu IBF. |                      |                           |                   |                           |               |
| 10 października 2003 | 20 marca 2004        | Silvio Branco             | Włochy            | WBA                       | 0             |
| 18 października 2003 | 17 stycznia 2004     | Julio César González      | Meksyk            | WBO                       | 0             |
| 8 listopada 2003 | 15 maja 2004         | Roy Jones Jr.             | Stany Zjednoczone | WBA (SC) i WBC            | 0             |
| 17 stycznia 2004 | listopad 2009        | Zsolt Erdei               | Węgry             | WBO                       | 11            |
| Erdei zrezygnował z tytułu WBO zostając 14 listopada 2009 mistrzem wagi junior ciężkiej organizacji WBC po pokonaniu Włocha Giacobbe Fragomeniego. |                      |                           |                   |                           |               |
| 6 lutego 2004 | grudzień 2004        | Glen Johnson              | Jamajka           | IBF                       | 1             |
| Johnson zdobył wakujący tytuł IBF po pokonaniu Clintona Woodsa. Pozbawiony został tytułu stając do pojedynku z Antonio Tarverem, 18 grudnia 2004, o pas organizacji IBO. |                      |                           |                   |                           |               |
| 20 marca 2004 | lipiec 2006          | Fabrice Tiozzo            | Francja           | WBA (RC)                  | 1             |
| Tiozzo zrezygnował z tytułu kończąc karierę w lipcu 2006. |                      |                           |                   |                           |               |
| 15 maja 2004 | grudzień 2004        | Antonio Tarver            | Stany Zjednoczone | WBA (SC) i WBC            | 0             |
| Tarver został pozbawiony pasów przez WBA i WBC nie broniąc ich tytułów a tytuł organizacji IBO. |                      |                           |                   |                           |               |
| 4 marca 2005 | 12 kwietnia 2008     | Clinton Woods             | Wielka Brytania   | IBF                       | 4             |
| 21 maja 2005 | 3 lutego 2007        | Tomasz Adamek             | Polska            | WBC                       | 2             |
| 19 października 2006 | 28 kwietnia 2007     | Silvio Branco             | Włochy            | WBA                       | 0             |
| 3 lutego 2007 | 11 lipca 2008        | Chad Dawson               | Stany Zjednoczone | WBC                       | 3             |
| Dawson pozbawiony został tytułu WBC 11 lipca 2008, po odmowie jego obrony z oficjalnym pretendentem, mistrzem przejściowym, Adrianem Diaconu, który został mistrzem pełnoprawnym. |                      |                           |                   |                           |               |
| 28 kwietnia 2007 | 16 grudnia 2007      | Stipe Drews               | Chorwacja         | WBA                       | 0             |
| 16 grudnia 2007 | 25 marca 2008        | Danny Green               | Australia         | WBA                       | 0             |
| Green zawiesił karierę 25 marca 2008 rezygnując z tytułu WBA. |                      |                           |                   |                           |               |
| 12 kwietnia 2008 | 11 października 2008 | Antonio Tarver            | Stany Zjednoczone | IBF                       | 0             |
| 3 lipca 2008 | 20 czerwca 2009      | Hugo Hernán Garay         | Argentyna         | WBA                       | 1             |
| 11 lipca 2008 | 19 czerwca 2009      | Adrian Diaconu            | Rumunia           | WBC                       | 0             |
| 11 października 2008 | 27 maja 2009         | Chad Dawson               | Stany Zjednoczone | IBF                       | 1             |
| Dawson stracił tytuł IBF rezygnując z obowiązkowej obrony z Tavorisem Cloudem. |                      |                           |                   |                           |               |
| 19 czerwca 2009 | 21 maja 2011         | Jean Pascal               | Kanada            | WBC                       | 4             |
| 20 czerwca 2009 | 29 stycznia 2010     | Gabriel Campillo          | Hiszpania         | WBA                       | 1             |
| 28 sierpnia 2009 | 9 marca 2013         | Tavoris Cloud             | Stany Zjednoczone | IBF                       | 4             |
| 19 grudnia 2009 | 19 maja 2011         | Jürgen Brähmer            | Niemcy            | WBO                       | 1             |
| Brähmer został pozbawiony tytułu kiedy kolejny raz zgłosił niemożność jego obrony z powodu kontuzji, tym razem z Nathanem Cleverlym. |                      |                           |                   |                           |               |
| 29 stycznia 2010 | 19 kwietnia 2014     | Bejbut Szumenow           | Kazachstan        | WBA                       | 5             |
| 19 maja 2011 | 17 sierpnia 2013     | Nathan Cleverly           | Wielka Brytania   | WBO                       | 5             |
| Cleverly ogłoszony został mistrzem WBO po pozbawieniu tytułu Jürgena Brähmera. |                      |                           |                   |                           |               |
| 21 maja 2011 | 28 kwietnia 2012     | Bernard Hopkins           | Stany Zjednoczone | WBC                       | 0             |
| 28 kwietnia 2012 | 8 czerwca 2013       | Chad Dawson               | Stany Zjednoczone | WBC                       | 0             |
| 9 marca 2013 | 19 kwietnia 2014     | Bernard Hopkins           | Stany Zjednoczone | IBF                       | 2             |
| Hopkins po pokonaniu Bejbuta Szumenowa 19 kwietnia 2014 został supermistrzem WBA i mistrzem IBF. |                      |                           |                   |                           |               |
| 8 czerwca 2013 | Nadal                | Adonis Stevenson          | Kanada            | WBC                       | 5             |
| 17 sierpnia 2013 | 8 listopada 2014     | Siergiej Kowalow          | Rosja             | WBO                       | 4             |
| Kowalow po pokonaniu Bernarda Hopkinsa 8 listopada 2014 został supermistrzem WBA oraz mistrzem IBF i WBO. |                      |                           |                   |                           |               |
| 19 kwietnia 2014 | 8 listopada 2014     | Bernard Hopkins           | Stany Zjednoczone | WBA Super i IBF           | 0             |
| 8 listopada 2014 | Nadal                | Siergiej Kowalow          | Rosja             | WBA Super, IBF i WBO      | 2             |